# بوبر دشتی
بوبر دشتی یا بوبر جلگه‌ای (نام علمی: Eurillas curvirostris) نام یک گونه از سرده بوبرهای پهن است.